# Oplopanax elatus
Oplopanax elatus là một loài thực vật có hoa trong Họ Cuồng cuồng. Loài này được (Nakai) Nakai mô tả khoa học đầu tiên năm 1927.